# ピカイチ (テレビ朝日)
ピカイチはテレビ朝日で1997年10月5日から1998年3月29日まで毎週日曜12:00～12:55に放送された情報バラエティ番組である。前番組『ゼウスの休日』と同じくイーストが番組制作を請けおった。テレビ朝日プロデューサーは鈴木宏男、岡田亮が担当。
| テレビ朝日系 日曜正午枠         | テレビ朝日系 日曜正午枠 | テレビ朝日系 日曜正午枠 |
| 前番組                          | 番組名                  | 次番組                  |
| ------------------------------- | ----------------------- | ----------------------- |
| アメジャリチハラ ↓ ゼウスの休日 | ピカイチ                | 探偵!ナイトスクープ     |

| スタブアイコン | サブスタブ | この項目は、まだ閲覧者の調べものの参照としては役立たない、テレビ番組に関連した書きかけの項目です。この項目を加筆・訂正などしてくださる協力者を求めています（P:テレビ/PJ:放送または配信の番組）。 |